# Jackie Cruz
Jackie Cruz (Queens, 8 agosto 1986) è un'attrice, cantante ed ex modella dominicana.
È conosciuta soprattutto per il ruolo di Flaca nella serie Orange Is the New Black.

## Vita privata
Jackie è nata nel Queens, a New York, ma è cresciuta tra Los Angeles e la Repubblica Dominicana. È cresciuta con una madre single, e parla correntemente sia l'inglese che lo spagnolo. È stata ispirata a diventare un'attrice all'età di sette anni, dopo aver visto Whitney Houston in Guardia del corpo. All'età di 16 anni, ha lasciato la casa di sua madre, diventando per un periodo una senzatetto. Quando aveva 17 anni, è stata vittima di un incidente stradale ed uno dei suoi polmoni è collassato, è stata in coma e ha subito un intervento chirurgico al cervello. La sua canzone "Melly 16" si basa sull'incidente.

## Carriera musicale
Quando Jackie era al liceo, ha lavorato con i produttori di Will.i.am, in un gruppo chiamato Krush Velvet, anche se però il gruppo non ha ottenuto un contratto discografico. Successivamente ha continuato la sua carriera musicale da sola, e il suo primo album, Hollywood Gypsy, è stato pubblicato in maniera indipendente nel 2010. Nel 2019 esce un altro album, Hija de Chavez.

## Discografia

### Album
- Hollywood Gypsy (2010)
- Hija de Chavez (2019)

### Singoli
- One of These Days (2012)
- La Hora Loca (2018)
- Don't Waste My Time (2018)
- Melly 16 (2019)
- Lucia Ocho feat. Nina Sky (2019)
- Zitzy (Make Me Change) (2019)
- Be Bad (2020)

## Carriera da attrice e modella
Nel 2009, è apparsa nella serie di E!, Le Sorelle Kardashian a Miami. Lei e Kourtney Kardashian divennero amiche dopo essersi incontrate ad un corso d'arte, e ciò ha portato Jackie a ulteriori apparizioni nella serie. Una volta, Jackie e Kourtney furono riprese durante un bacio, e la Kardashian disse che questo l'aveva così imbarazzata, da non poter più essere amica di Jackie.
Jackie gestisce anche una società di produzione, la Unspoken Film. Nel 2019, è stata il volto per la campagna di un nuovo mascara di Kat Von D.

### Orange Is the New Black
Nel 2012, Jackie lavorava come modella e cameriera prima di debuttare nel ruolo di Marisol "Flaca" Gonzales nella serie Netflix, Orange Is the New Black. Inizialmente continuò a fare entrambi i lavori, ma successivamente fu licenziata a causa del troppo tempo che doveva passare sul set. Nelle prime tre stagioni, il suo era un personaggio ricorrente, ma dalla quarta stagione è entrata a far parte del cast principale. La grande amicizia e chimica tra Jackie e Diane Guerrero, attrice che interpreta Maritza Ramos nella serie, ha ispirato gli sceneggiatori e ha fatto sì che anche i loro personaggi fossero migliori amiche, diventando un duo molto apprezzato dal pubblico.

## Filmografia

### Cinema
- 13 Steps, regia di Ivan Godoy Priske e Michelle Godoy Priske (2016)
- Here After - Anime gemelle (Faraway Eyes), regia di Harry Greenberger (2020)
- Guida sexy per brave ragazze (A Nice Girl Like You), regia di Chris e Nick Riedell (2020)
- Tremors: Shrieker Island, regia di Don Michael Paul (2020)
- Lansky, regia di Eytan Rockaway (2021)
- Midnight in the Switchgrass - Caccia al serial killer (Midnight in the Switchgrass), regia di Randall Emmett (2021)

### Televisione
- The Shield – serie TV, episodio 6x4 (2007)
- My Own Worst Enemy – serie TV, episodio 1x7 (2008)
- Unforgettable – serie TV, episodio 3x11 (2014)
- Blue Bloods – serie TV, episodio 6x19 (2016)
- Orange Is the New Black – serie TV, 73 episodi (2013-2019)
- Good Girls – serie TV, 3 episodi (2020)

### Cortometraggi
- The Lonely Whale, regia di Sophie Tabet (2016)

## Doppiatrici italiane
- Erica Necci in Orange Is the New Black
- Mattea Serpelloni in Guida Sexy per brave ragazze